# 北原久
北原 久（きたはら ひさし、1967年〈昭和42年〉8月21日 - ）は、日本の総務官僚。

## 来歴
東京都出身。東京大学法学部卒業後、1990年（平成2年）、総務庁に入庁。入庁後、総務省大臣官房参事官、行政管理局管理官、内閣官房内閣参事官（内閣人事局）、同（内閣官房副長官補付）、統計局統計調査部調査企画課長、統計企画管理官（政策統括官付）、統計改革実行推進室参事官、内閣官房統計改革推進室参事官、行政改革推進本部事務局局員、内閣府政策統括官（科学技術・イノベーション担当）付参事官（エビデンス担当）、公益認定等委員会事務局次長、内閣府大臣官房公益法人行政担当室長などを歴任。
2021年（令和3年）7月1日、内閣府公益認定等委員会事務局長兼内閣府大臣官房公益法人行政担当室長に就任。2022年（令和4年）6月28日、総務省大臣官房付に異動。同年8月19日、総務省大臣官房審議官（統計局、統計制度、統計情報戦略推進、恩給担当）兼統計改革実行推進室次長に就任。
2023年（令和5年）7月7日、総務省政策統括官（統計制度担当、恩給担当）兼統計品質管理推進室長に就任。統計制度担当として、政府全体の公的統計の整備に関する基本的計画の策定や推進、各府省が実施する統計調査の審査や調整、統計の調査環境及び基盤の整備、国際統計事務の統括、統計基準の設定、産業連関表の作成などを担当した。
2025年（令和7年）7月1日、国際統計交渉官（政策統括官付）に就任。